# Der feurige Elias
Der feurige Elias ist eine österreichische Volksoperette in drei Akten von Rudi Gfaller (Komponist), Hermann Demel (Volksschriftsteller) und Maximilian Gottwald (Journalist). Sie wurde 1963 bei den Operetten-Festspielen in Bad Ischl uraufgeführt.

## Handlung und Schauplätze
Die Handlung spielt im Herbst 1957.
Erster Akt – Am Bahnhof Bad Ischl: Der alte Lokführer Birnstingl und der junge Busfahrer Radlmayer geraten in Streit darüber, ob der Bus oder die Bahn das bessere Verkehrsmittel ist. Es entsteht ein Generationen- und Interessenskonflikt; dazu kommt ein Familienzwist, weil nämlich Radlmayer und Birnstingls Tochter ein Liebespaar sind. Aus Wien reist der Beamte Ing. Schönwald an, der die Schließung der defizitären Lokalbahn zu veranlassen hat. Auch er ist verliebt: in Birnstingls zweite Tochter. Elias Schnappke, ein urlaubender Reporter aus Berlin, wird in die Ereignisse verstrickt.
Zweiter Akt – In der Wohnung des Lokführers: Birnstingl und seine Frau feiern Silberhochzeit. Die beiden Töchter bringen ihre Liebhaber zum Fest mit. Durch die gespannte berufliche Situation und durch einen fehlgeleiteten Liebesbrief eskalieren die Konflikte. Die Beziehungen gehen in die Brüche.
Dritter Akt – Auf dem Siruskogl (Bad Ischler Aussichtsberg): Der Trachtenverein veranstaltet einen Ball. Alle Beteiligten und Kontrahenten treffen sich wieder. Die Liebenden suchen nach Versöhnung, der Berliner Reporter macht Bekanntschaft mit dem Ischler Brauchtum, Birnstingl ist verzweifelt. Da verkündet Ing. Schönwald, dass alle Lokalbahn-Angestellten in den Dienst der Bundesbahn übernommen werden. Die Knoten lösen sich.

## Orchestrierung und Musik
Klavierauszug, arrangiert von Eduard Macku. Orchesterstimmen, arrangiert von Günther Kastner.

## Entstehung und Historischer Hintergrund
Mit Ende September 1957 wurde nach 64 Betriebsjahren die private Eisenbahnstrecke zwischen Salzburg und Bad Ischl, die Salzkammergut-Lokalbahn, eingestellt. Alle Lokalbahn-Mitarbeiter wurden in den Dienst der Österreichischen Bundesbahnen übernommen.
Knapp zuvor hatte am 21. September 1957 in Salzburg ein Schweigemarsch vom Bahnhof zum Residenzplatz stattgefunden. Das war nach vielen Kundgebungen und Petitionen eine letzte Protestaktion gegen die politische Entscheidung, dem Straßenverkehr den Vorrang gegenüber der Eisenbahn zu geben.
1960/61 schrieben der Journalist Maximilian Gottwald (1899–1963) sowie der Eisenbahner und Volksschriftsteller Hermann Demel (1897–1986), beide gebürtige Bad Ischler, das Volksstück „Der feurige Elias“ über diese Thematik und über die Liebe zur Eisenbahn.
1961 begann der Komponist Rudi Gfaller (1882–1972), einige Lieder aus dem Volksstück zu vertonen. Am 15. August 1961 sang er – in der Uniform des letzten Lokalbahn-Lokführers – das Lied „Meine kleine Eisenbahn“ bei einem Musikabend im Kurhaus Bad Ischl.
Der Erfolg dieser Darbietung einerseits, und andererseits das Interesse der Bad Ischler Operettenwochen (Intendant Eduard Macku) und des Österreichischen Fernsehens waren der Startschuss für die Umarbeitung des Volksstücks in eine fernsehtaugliche Volksoperette. In die dramaturgische Arbeit wurde auch die Sängerin Vera Svoboda (1919–2013) eingebunden. Maximilian Gottwald distanzierte sich, da Thema und Aussage des Volksstücks in der Operetten-Fassung zu seicht würden, war dann aber doch mit dem Ergebnis zufrieden.

## Aufführung und Rezeption
- 27. Juli 1963: Uraufführung im Kurhaus Bad Ischl im Rahmen der Operetten-Festspiele; Regie: Peter Dörre, Dirigent: Eduard Macku; zweite Aufführung am 15. August 1963.
- Herbst 1963: Fernseh-Aufzeichnung der Bad Ischler Inszenierung im Ronacher-Theater in Wien.
- 9. November 1963: Ausstrahlung im Hauptabendprogramm des Österreichischen Fernsehens.
- 15. August 1964: Wiederaufnahme-Vorstellung (Inszenierung von 1963) im Kurhaus Bad Ischl.
- 1965: Der Text erscheint als Bühnenmanuskript im Theaterverlag Hermann Demel, Bad Ischl.
- 26. Juni 1966: Bei einem Festumzug zum Anlass „500 Jahre Markterhebung von Bad Ischl“ fährt „Der feurige Elias“ mit – in Form eines 1:1-Modells als Auto-Aufbau; das ist eine Hommage an die Salzkammergut-Lokalbahn und eine Werbung für die Operette.
- 30. Juli 1966: Neuerliche Sendung im Hauptabendprogramm des Österreichischen Fernsehens.
- 10. November 1967: Anlässlich des 85. Geburtstags des Komponisten Rudi Gfaller spielt das Linzer Rundfunkorchester Melodien aus „Der feurige Elias“ auf Radio Linz und Radio Salzburg.
- April 1968: Sechs Lieder werden von ORF Radio Linz neu aufgenommen und als 16-Minuten-Querschnitt wiederholt gesendet.
- Juli–Oktober 2011: Bei der Ausstellung „Operette!“ im Bad Ischler Stadtmuseum (präsentiert vom Projekt JUMUM – Jugend, Musik, Museum; Anlass: 50 Jahre Bestand der Operettenfestspiele) wird eine Vitrine mit Exponaten von „Der feurige Elias“ präsentiert.
- 10. Juli 2014: Ausschnitte der Fernsehaufzeichnung werden auf YouTube publiziert.
- 6. August 2014: Die Lokalzeitung Ischler Woche regt an, die Operette „Der feurige Elias“ wieder in den Spielplan des Lehár Festivals Bad Ischl aufzunehmen.
- Mai–Oktober 2017: Bei der Ausstellung „60 Jahre Ende der Lokalbahn“ im Museum der Stadt Bad Ischl ist die Operette „Der feurige Elias“ präsent in Form von zwei Vitrinen mit Exponaten und einer Filmvorführung mit zwei Ausschnitten aus der Fernsehproduktion.

## Textprobe

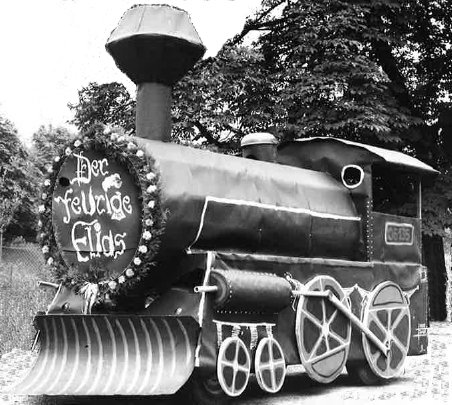
Volksoperette und nostalgische Erinnerung: „Der feurige Elias“ als Modell bei einem Festumzug am 26. Juni 1966 in Bad Ischl

Meine kleine Eisenbahn
Ich bin verliebt, ja so verliebt in meine kleine Eisenbahn.
Dass’s sowas gibt, dass’s sowas gibt, man einfach gar nicht fassen kann.
Bist g’fahr’n bei Schnee und Sturmgewalten, man wirft zum Eisen dich, zum alten.
Jetzt geht’s bergab, nimmer bergan, du liebe kleine Eisenbahn.
Ich fahr’ dreiß’g Jahr’ auf dieser Schnackerlbahn,
’s ist immer, wie’s einst war, denn man gewöhnt sich dran.
Wer sagt, dass’s Auto sie ersetzen kann,
und ich soll nimmer fahr’n, dem sag ich: ihr seids Narr’n.
Denn dann kann ich nimmer reden, weil mir’s Herz fast brechen will,
wenn ich hör’ den Schmäh, den öden, die Lokalbahn leg’ ma still.